# 문맥 의존 문법
문맥 의존 문법(文脈依存文法, Context-sensitive grammar, CSG), 문맥 민감 문법은 형식 문법의 한 종류로, 생성규칙에서 시작 부분과 끝부분을 나타내는 것을 포함하는 부분이다.

## 정의
형식 문법 G = (N, Σ, P, S) (다음의 정의와 같다. G = (V, T, P, S), N/V는 비 말단 변수, Σ/T는 말단) 은 P의 모든 문법이 αAβ → αγβ 일 때 문맥 의존이다. 
단, A ∈ N (A는 하나의 비말단), α,β ∈ (N U Σ)* ( α 와 β는 비말단과 말단 기호의 문자열) , γ ∈ (N U Σ)+ (γ는 비말단과 말단 기호로 된 길이가 0이 아닌 문자열)이다.

## 예
| 1.  |   | S | → | a | B | C |   |
| 2.  |   | S | → | a | S | B | C |
| 3.  | C | B | → | C | Z |   |   |
| 4.  | C | Z | → | W | Z |   |   |
| 5.  | W | Z | → | W | C |   |   |
| 6.  | W | C | → | B | C |   |   |
| 7.  | a | B | → | a | b |   |   |
| 8.  | b | B | → | b | b |   |   |
| 9.  | b | C | → | b | c |   |   |
| 10. | c | C | → | c | c |   |   |

## 같이 보기
- 촘스키 위계